# Balwant Singh
Balwant Singh (Hoshiarpur, 15 dicembre 1986) è un allenatore di calcio ed ex calciatore indiano, di ruolo attaccante.

## Carriera

### Giocatore

#### Club
Ha sempre giocato in India.

#### Nazionale
Esordisce in nazionale nel 2014.

### Allenatore
Appesi gli scarpini al chiodo diventa allenatore della Fit15 Football Academy.

## Statistiche

### Cronologia presenze e reti in nazionale
| Cronologia completa delle presenze e delle reti in nazionale ― India | Cronologia completa delle presenze e delle reti in nazionale ― India | Cronologia completa delle presenze e delle reti in nazionale ― India | Cronologia completa delle presenze e delle reti in nazionale ― India | Cronologia completa delle presenze e delle reti in nazionale ― India | Cronologia completa delle presenze e delle reti in nazionale ― India | Cronologia completa delle presenze e delle reti in nazionale ― India | Cronologia completa delle presenze e delle reti in nazionale ― India |
| Data                                                                 | Città                                                                | In casa                                                              | Risultato                                                            | Ospiti                                                               | Competizione                                                         | Reti                                                                 | Note                                                                 |
| -------------------------------------------------------------------- | -------------------------------------------------------------------- | -------------------------------------------------------------------- | -------------------------------------------------------------------- | -------------------------------------------------------------------- | -------------------------------------------------------------------- | -------------------------------------------------------------------- | -------------------------------------------------------------------- |
| 17-2-2010                                                            | Colombo                                                              | India                                                                | 1 – 2                                                                | Kirghizistan                                                         | AFC Challenge Cup                                                    | -                                                                    | 79’                                                                  |
| 5-3-2014                                                             | Goa                                                                  | India                                                                | 2 – 2                                                                | Bangladesh                                                           | Amichevole                                                           | -                                                                    | 63’                                                                  |
| 19-8-2017                                                            | Mumbai                                                               | India                                                                | 2 – 1                                                                | Mauritius                                                            | Amichevole                                                           | 1                                                                    | 46’                                                                  |
| 24-8-2017                                                            | Mumbai                                                               | India                                                                | 1 – 1                                                                | Saint Kitts e Nevis                                                  | Amichevole                                                           | -                                                                    | 46’                                                                  |
| 5-9-2017                                                             | Taipa                                                                | Macao                                                                | 0 – 2                                                                | India                                                                | Qual. Coppa d'Asia 2019                                              | 2                                                                    | 46’                                                                  |
| 8-6-2019                                                             | Buriram                                                              | Thailandia                                                           | 0 – 1                                                                | India                                                                | King's Cup 2019 - Finale terzo e quarto posto                        | -                                                                    | 51’                                                                  |
| 19-11-2019                                                           | Mascate                                                              | Oman                                                                 | 1 – 0                                                                | India                                                                | Qual. Mondiali 2022                                                  | -                                                                    |                                                                      |
| Totale                                                               |                                                                      | Presenze                                                             | 7                                                                    |                                                                      | Reti                                                                 | 3                                                                    |                                                                      |

## Palmarès

### Club

#### Competizioni nazionali
- I-League: 1

Mohun Bagan: 2014-15
- Coppa della Federazione indiana: 1

Salgaocar: 2011
- Indian Super League: 2

Chennaiyin: 2015
ATK: 2019-2020

### Nazionale
- Coppa Intercontinentale (India): 1

2018